# Siergiej Szumilin
Siergiej Iwanowicz Szumilin (ros. Сергей Иванович Шумилин; ur. 21 lutego 1990 w Moskwie) – rosyjski piłkarz grający na pozycji napastnika.

## Kariera piłkarska

### Kariera klubowa
Wychowanek CSKA Moskwa, z którym w 2007 rozpoczął karierę piłkarską. W 2009 został wypożyczony do Sibiru Nowosybirsk. W kwietniu 2010 przeszedł do łotewskiego FK Ventspils, a latem 2010 został wypożyczony do ukraińskiego Krywbasa Krzywy Róg.

## Kariera reprezentacyjna
Od 2008 roku występował w reprezentacji Rosji U-20.